# Dame in grüner Jacke
Dame in grüner Jacke ist ein Gemälde von August Macke aus dem Jahr 1913. Es stammt aus seiner Zeit, als er acht Monate im schweizerischen Hilterfingen verbrachte. Das Bild zeigt fünf Personen am Thunersee im herbstlichen Nachmittagslicht. Im Zentrum und Vordergrund befindet sich die titelgebende Frauenfigur in nachdenklicher und trauriger Pose. Das Werk gehört zu den besten Bildern Mackes und stellt nach Ansicht des Kunsthistorikers Gustav Vriesen den Höhepunkt seines künstlerischen Schaffens vor seiner Reise nach Tunis dar.

## Beschreibung und Hintergrund
Das Bild ist Teil der Sammlung Haubrich im Museum Ludwig. Josef Haubrich hatte seine umfangreiche Sammlung der Gemälde Klassischer Moderne und des Expressionismus im Jahr 1946 der Stadt Köln übergeben. Es wurde 1947 mit Mitteln des Haubrich Fonds von Wolfgang Macke, dem Sohn von August Macke, erworben. Das Werk trägt die Inventarnummer ML 76/2713 des Museums Ludwig und befand sich zuvor von 1947 bis 1976 unter der Inventarnummer WRM 2713 im Wallraf-Richartz-Museum. Das Gemälde ist auf der Vorderseite (unten rechts) mit Aug Macke 1913 signiert.
In diesem Gemälde dokumentiert August Macke erneut seinen virtuosen Umgang mit Komposition und Farbe. Seine Themen in jener Zeit waren oft Spaziergänge oder Ausflüge in paradiesischer Landschaft. Die idyllische Umgebung am Thunersee war für seine Sehnsucht wie geschaffen. Er zeigt in diesem Bild in fast symmetrischer Komposition fünf Personen, deren Gesichter nicht erkennbar und nur angedeutet sind. Links und rechts stehen Bäume, deren Laub im herbstlichen Licht grün und gelb erscheint. Der Thunersee im Bildhintergrund weist ein tiefes Blau auf, tiefer noch als das Blau des Himmels, dessen Wirkung durch das Zinnoberrot der Kopfbedeckung der Frau mit der grünen Jacke noch verstärkt wird. Das Kleid der Person rechts erscheint in einem „kostbar“ anmutenden (so Gustav Vriesen) Perlmutt. In einem Brief an seinen Malerfreund Hans Thuar schreibt er, dass er auch in diesem Bild den Schwerpunkt auf die handwerkliche und formale Seite der Malerei gelegt hatte:

„Hans, was ich an Neuem in der Malerei gefunden habe, ist folgendes. Es gibt Farbzusammenklänge, meinethalben ein gewisses Rot und Grün, die beim Ansehen sich bewegen, flimmern. Wenn Du nun etwas Räumliches malst, so ist der farbliche Klang, der flimmert, räumliche Farbwirkung und wenn Du eine Landschaft malst, und das grüne Laub flimmert ein wenig mit dem durchscheinenden blauen Himmel, so kommt das daher, weil das Grün auch in der Natur auf einer anderen Ebene liegt als der Himmel. Diese raumbildenden Energien der Farbe zu finden, statt sich mit einem toten Helldunkel zufrieden zu geben, das ist unser schönstes Ziel.“

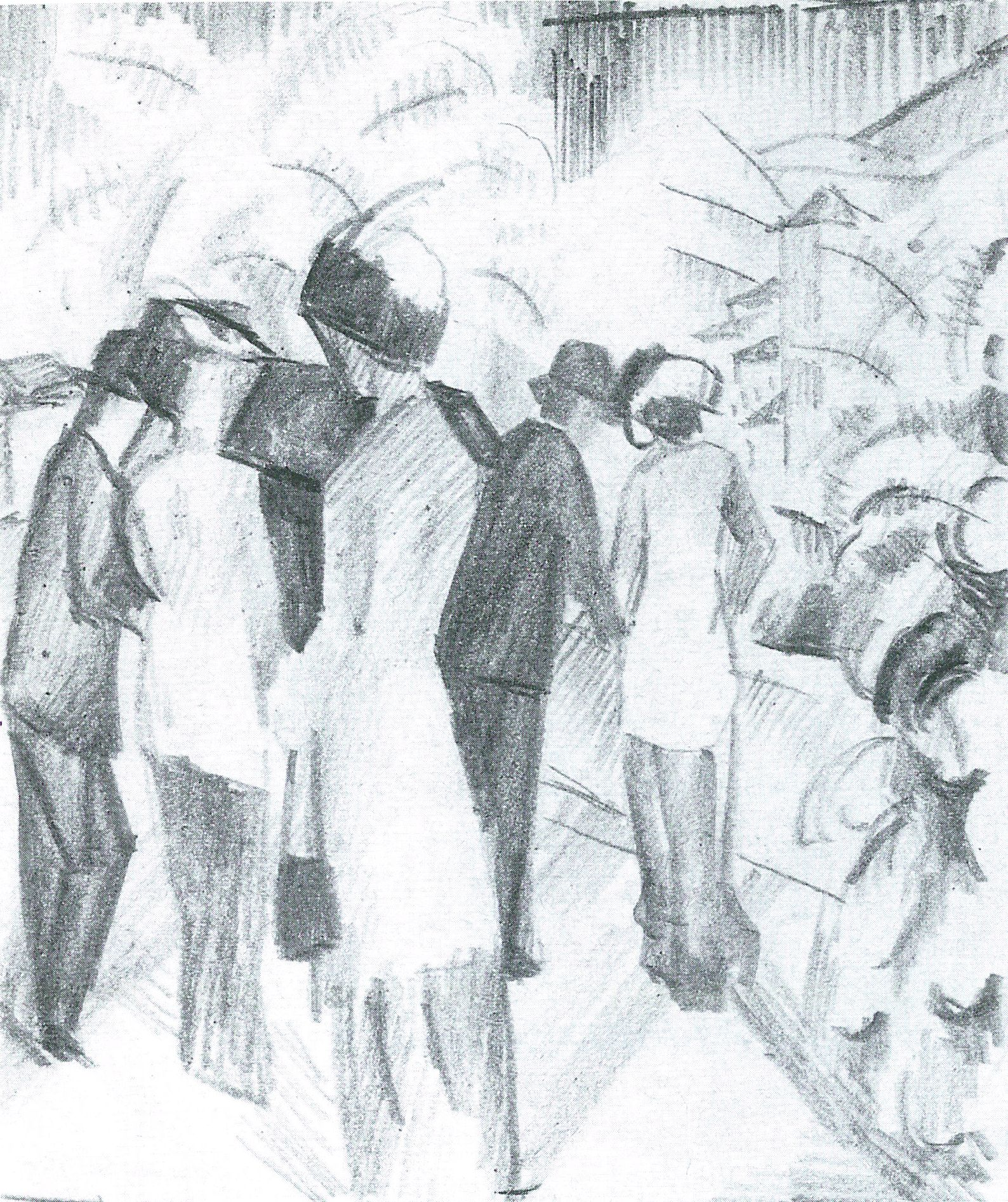
Vorstudie, 1913

Das Gemälde wirkt so, als würde es von der Sonne beschienen. Auf den Blättern der Bäume scheinen sich Lichtreflexe zu bilden. In der Landschaft wandeln gesichtslose Spaziergänger auf der Uferpromenade. Im Hintergrund befinden sich zwei Paare, die an einer Mauer stehen und hinunterblicken. Der Standpunkt ist erhöht, die Häuser am linken Bildrand liegen tiefer. Die Hauptperson ist eine einzelne Dame in einer grünen Jacke und dunkelblauem Kleid, mit rotem Hut und Tasche, die allein mit leicht gesenktem Kopf im Bildzentrum steht. Das könnte nach Ansicht der Kunsthistorikerin Sabrina Tesch eine Andeutung auf Einsamkeit sein. In dieser Zeit fertigte Macke zahlreiche Bilder, bei denen er sich durch die Fensterbilder des französischen Malers Robert Delaunay inspirieren ließ. Es gibt eine Bleistiftskizze im Format 12,9 × 10,7 cm von 1913 als Vorstudie zu dem Gemälde, seit 1977 im Museum Ludwig, die sich vorher im Besitz des deutsch-amerikanischen Kunsthistorikers und Galeristen Achim Moeller befand. Die Skizze hat zwar einen anderen Hintergrund, die Personen befinden sich aber bereits in der endgültigen Position.
Die Schaffung eines modernen Paradieses, einer idealisierten Weltanschauung, schwebte Macke seit seinem Frühwerk vor, wobei er immer nach motivischer Einheitlichkeit strebte. Daher schuf er Bilder mit oft entsprechenden Motiven in Serie wie in seiner fruchtbaren Phase in Hilterfingen. So entstanden mehrere Gemälde mit ähnlichen Motiven und Personen am Thuner See.

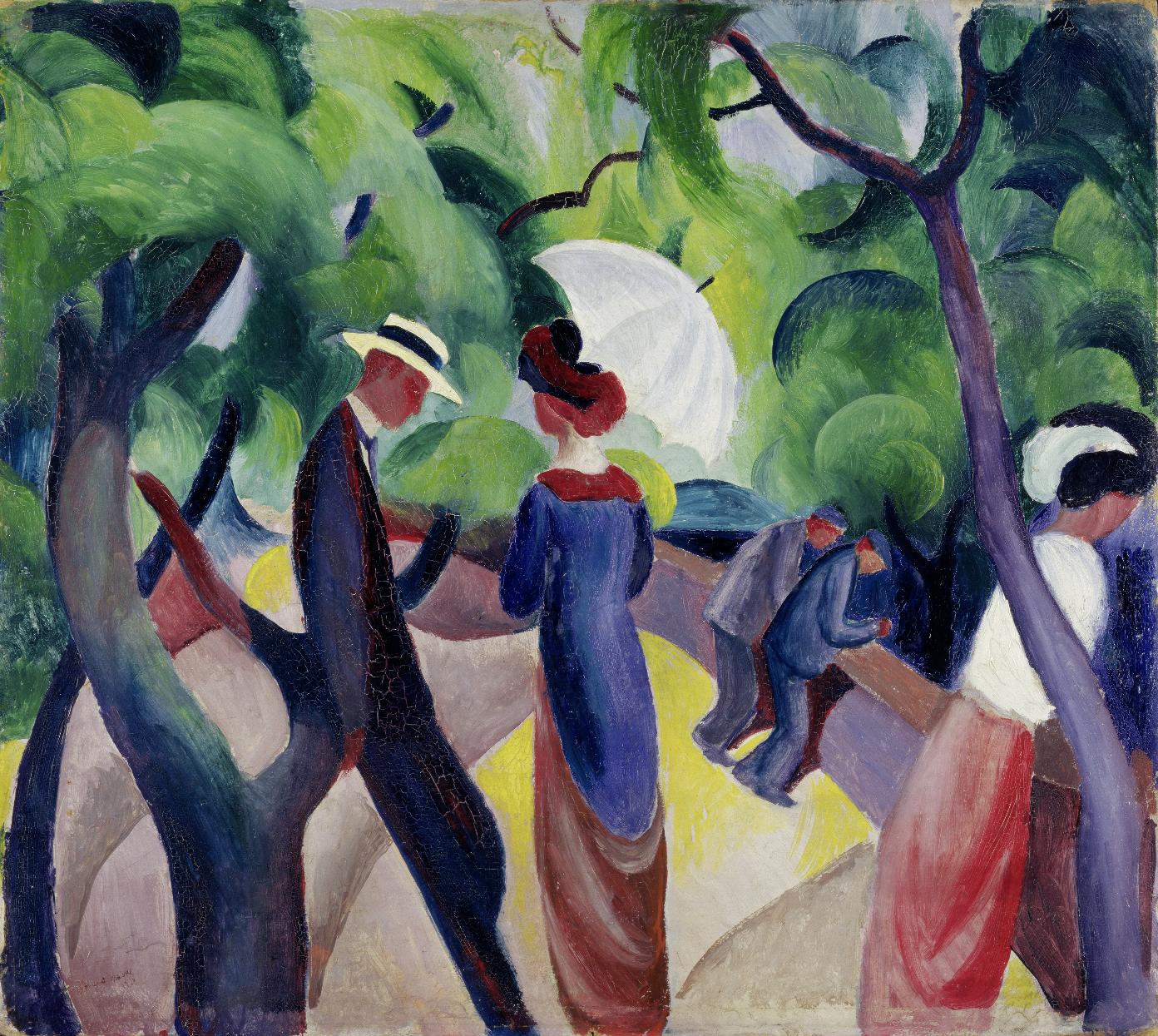
Promenade (1913)
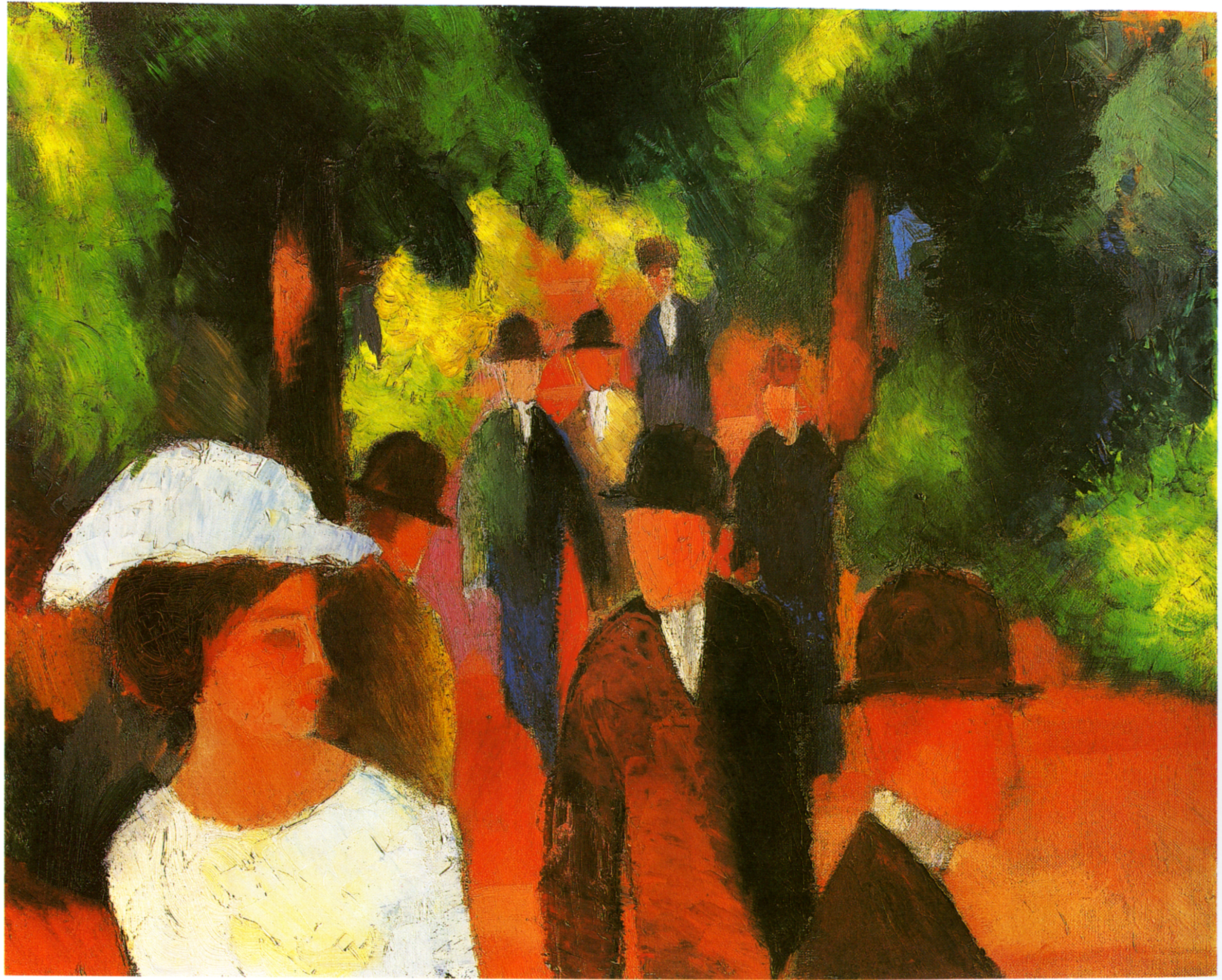
Promenade (1914)
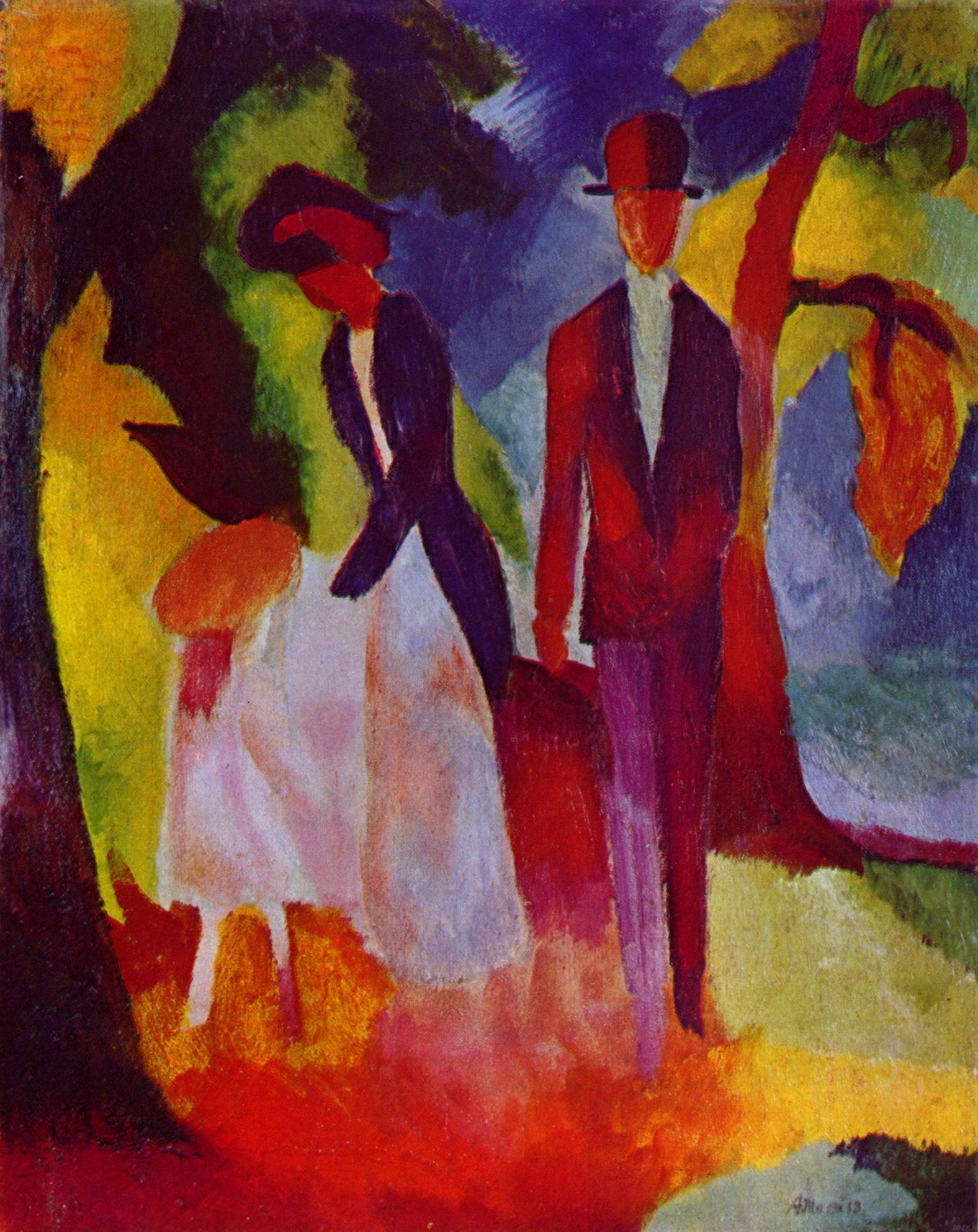
Leute am blauen See (1913)
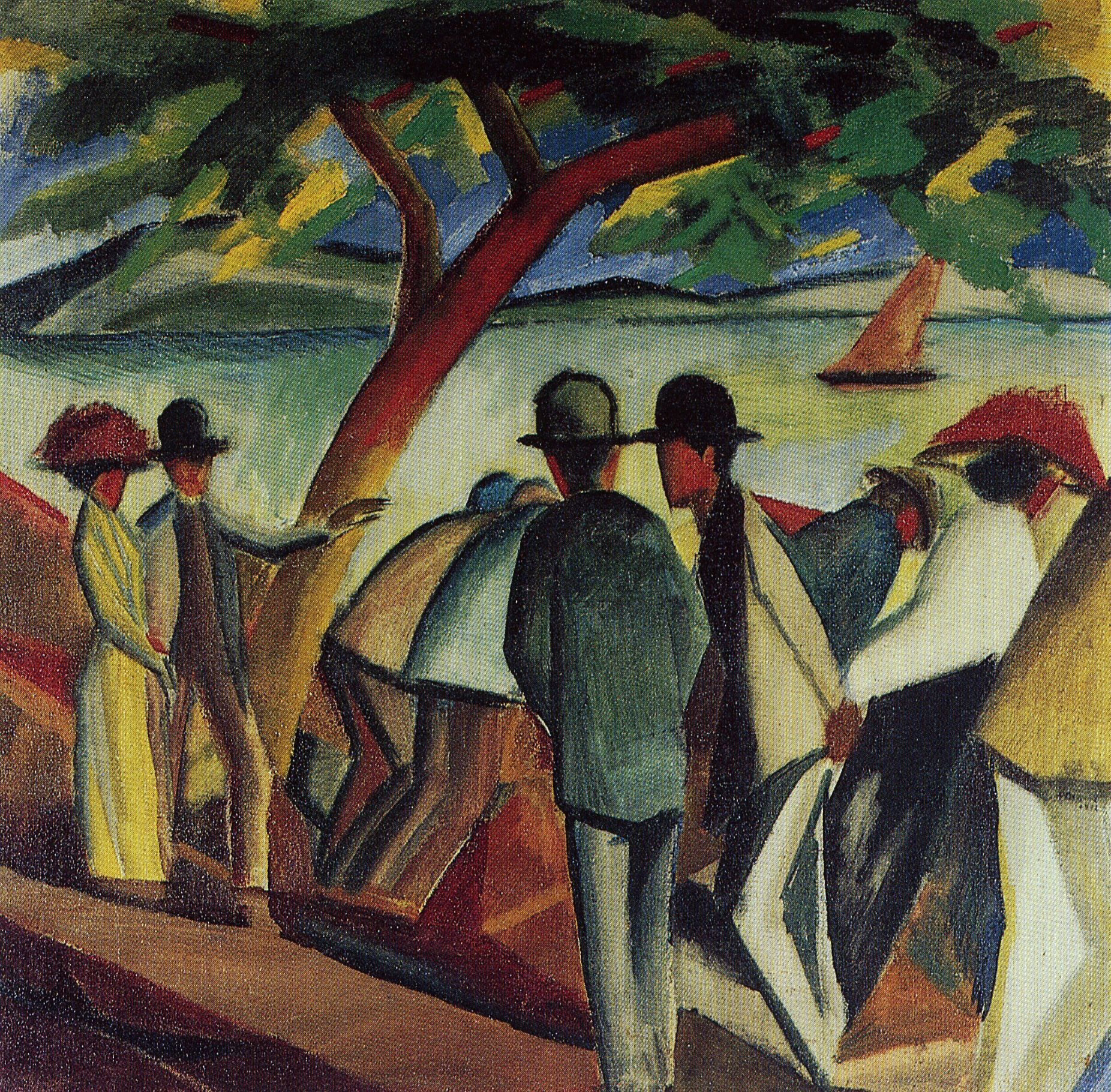
Spaziergänger am See

## Ausstellungen (Auswahl)
- 21. Januar bis 26. Februar 1950: Der Blaue Reiter 1908–1914 Wegbereiter und Zeitgenossen. Kunstverein in Basel
- 27. Januar 1957 bis 24. März 1957: August Macke. Gedenkausstellung zum 70. Geburtstag.  Westfälisches Landesmuseum für Kunst und Kulturgeschichte in Münster
- 6. Juli 1962 bis 16. September 1962: August Macke. Städtische Galerie im Lenbachhaus in München
- 1964: L’Expressionismo. in Florenz
- 1967: Zauber des Lichts.  Städtische Kunsthalle in Recklinghausen
- 1996: Expressionisten. Köln
- 28. September 2002 bis 5. Januar 2003: August Macke und die Rheinischen Expressionisten. Brücke Museum in Berlin
- 4. August 2012 bis 30. August 2013: Meisterwerke der Moderne. Die Sammlung Haubrich im Museum Ludwig.[10][11]